# Hylesinus fraxini
Hylesinus fraxini é uma espécie de insetos coleópteros polífagos pertencente à família Curculionidae.
A autoridade científica da espécie é Panzer, tendo sido descrita no ano de 1779.
Trata-se de uma espécie presente no território português.